# Воля (Нікопольський район)
Во́ля (до 2024 — Чкалове; засноване як Новомиколаївка) — село в Україні, в Нікопольському районі Дніпропетровської області. Входить до складу Першотравневської сільської громади. Колишній орган місцевого самоврядування — Чкаловська сільська рада. Населення — 1 996 мешканців.

## Географія
Село Воля знаходиться за 3 км від села Південне і за 2,5 км від села Західне. По селу протікають пересихаючі струмки з загатами. Навколо села кар'єри Орджонікідзевського ГЗК. Через село проходить автомобільна дорога Т 0432.

## Історія
Перші поселення на території сучасного села були ще в середині XIX століття.
Засноване як село Новомиколаївка.
У 1916-17 роках  тут служив  на місці псаломника при Миколаївській церкві  Федір Андрійович Чепурківський
Під час організованого радянською владою Голодомору 1932—1933 років померло щонайменше 139 жителів села.
Перейменоване на Чкалове 1939 року (одночасно з утворенням Чкаловського району) на честь радянського льотчика Валерія Чкалова, який загинув 15.12.1938.
У 1939–1946 роках село Чкалове було адміністративним центром Чкаловського району.
12 червня 2020 року, відповідно до розпорядження Кабінету Міністрів України № 709-р від «Про визначення адміністративних центрів та затвердження територій територіальних громад Дніпропетровської області», увійшло до складу Першотравневської сільської громади.
19 липня 2020 року, в результаті адміністративно-територіальної реформи і ліквідації Нікопольського району(1923—2020), село увійшло до складу новоутвореного Нікопольського району.
19 вересня 2024 року Верховна Рада підтримала перейменування села Чкалове на Воля. 26 вересня 2024 року перейменування набуло чинності.

## Археологія
На території Волі розташований всесвітньо відомий археологічний пам'ятник — Чортомлицький скіфський курган IV ст. до н. е. заввишки 20 метрів. У 1862—1863 роках під насипом у земляних склепах виявлені поховання царя і цариці з шістьма слугами і конем. Тут же знайдено багато високохудожніх золотих прикрас, різноманітної дорогоцінної посуду, у тому числі срібна амфора з рельєфними зображеннями скіфів, що приборкують диких коней, і складний головний убір цариці. Ці знахідки були викрадені росіянами і нині зберігаються у золотій коморі в Ермітажі.

## Економіка
- ТОВ Агрофірма «Гетьман».

## Об'єкти соціальної сфери
- Школа.
- Будинок культури.
- Музей історії спортивного клубу «Колос».

## Спорт

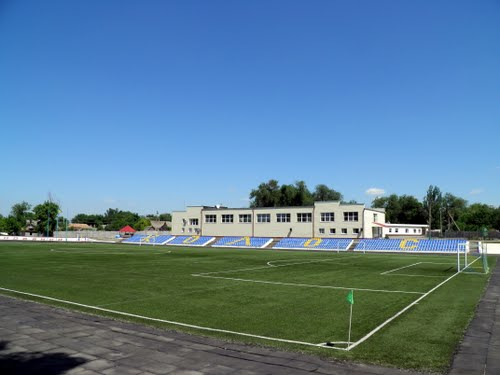
Стадіон «Колос»

- Футбольно-спортивна база «Колос»

## Екологія
- За 6 км від села розташований Нікопольський завод феросплавів.